# Nicolas Roeg
Nicolas Jack Roeg (London, 1928. augusztus 15. – London, 2018. november 23.) angol operatőr, filmrendező.

## Filmográfia

### Film

#### Nagyjátékfilmek
| Év   | Magyar cím                            | Eredeti cím                                    | Feladatkör | Feladatkör | Rendező             |
| Év   | Magyar cím                            | Eredeti cím                                    | Rendező    | Operatőr   | Rendező             |
| ---- | ------------------------------------- | ---------------------------------------------- | ---------- | ---------- | ------------------- |
| 1960 |                                       | Jazz Boat                                      | Nem        | Igen       | Ken Hughes          |
| 1961 |                                       | Information Received                           | Nem        | Igen       | Robert Lynn (1.)    |
| 1962 |                                       | Band of Thieves                                | Nem        | Igen       | Peter Bezencenet    |
| 1963 |                                       | Dr. Crippen                                    | Nem        | Igen       | Robert Lynn (2.)    |
| 1963 |                                       | Just for Fun                                   | Nem        | Igen       | Gordon Flemyng      |
| 1963 |                                       | The Caretaker                                  | Nem        | Igen       | Clive Donner (1.)   |
| 1964 | Mindenből a legjobbat                 | Nothing But the Best                           | Nem        | Igen       | Clive Donner (2.)   |
| 1964 | A vörös halál álarca                  | The Masque of the Red Death                    | Nem        | Igen       | Roger Corman        |
| 1964 |                                       | Victim Five                                    | Nem        | Igen       | Robert Lynn (3.)    |
| 1964 |                                       | Every Day's a Holiday                          | Nem        | Igen       | James Hill          |
| 1964 | A szisztéma                           | The System                                     | Nem        | Igen       | Michael Winner      |
| 1966 | 451 Fahrenheit                        | Fahrenheit 451                                 | Nem        | Igen       | François Truffaut   |
| 1966 | Ez mind megtörtént útban a Fórum felé | A Funny Thing Happened on the Way to the Forum | Nem        | Igen       | Richard Lester (1.) |
| 1967 | Távol a tébolyult tömegtől            | Far from the Madding Crowd                     | Nem        | Igen       | John Schlesinger    |
| 1968 |                                       | Petulia                                        | Nem        | Igen       | Richard Lester (2.) |
| 1970 | Az előadás                            | Performance                                    | Igen       | Igen       | Nicolas Roeg (1.)   |
| 1970 | Az előadás                            | Performance                                    | Igen       | Igen       | Donald Cammell      |
| 1971 | Vándorrege                            | Walkabout                                      | Igen       | Igen       | Nicolas Roeg (2.)   |
| 1973 | Ne nézz vissza!                       | Don’t Look Now                                 | Nem        | Igen       | Nicolas Roeg (3.)   |
| 1976 | A Földre pottyant férfi               | The Man Who Fell to Earth                      | Nem        | Igen       | Nicolas Roeg (4.)   |
| 1980 | Rossz időzítés                        | Bad Timing                                     | Nem        | Igen       | Nicolas Roeg (5.)   |
| 1983 | Heuréka                               | Eureka                                         | Nem        | Igen       | Nicolas Roeg (6.)   |
| 1985 | A színésznő és a relativitás          | Insignificance                                 | Nem        | Igen       | Nicolas Roeg (7.)   |
| 1986 | A kitaszított                         | Castaway                                       | Nem        | Igen       | Nicolas Roeg (8.)   |
| 1987 | Ária                                  | Aria                                           | Nem        | Igen       | Nicolas Roeg (9.)   |
| 1987 | Ária                                  | Aria                                           | Nem        | Igen       | több rendező        |
| 1988 | 29-es vágány                          | Track 29                                       | Nem        | Igen       | Nicolas Roeg (10.)  |
| 1990 | Boszorkányok                          | The Witches                                    | Nem        | Igen       | Nicolas Roeg (11.)  |
| 1991 | Rideg mennyország                     | Cold Heaven                                    | Nem        | Igen       | Nicolas Roeg (12.)  |
| 1995 | Kettős halál                          | Two Deaths                                     | Nem        | Igen       | Nicolas Roeg (13.)  |
| 2007 | Szemgolyó                             | Puffball                                       | Nem        | Igen       | Nicolas Roeg (14.)  |

#### Egyéb filmek
| Év   | Cím                           | Feladatkör | Feladatkör | Megjegyzések   |
| Év   | Cím                           | Rendező    | Operatőr   | Megjegyzések   |
| ---- | ----------------------------- | ---------- | ---------- | -------------- |
| 1966 | Breakthrough                  | Nem        | Igen       | rövidfilm      |
| 1972 | Glastonbury Fayre             | Igen       | Igen       | dokumentumfilm |
| 1987 | AIDS: Iceberg                 | Igen       | Nem        | rövidfilm      |
| 1995 | Hotel Paradise                | Igen       | Nem        | rövidfilm      |
| 2000 | The Sound of Claudia Schiffer | Igen       | Nem        | rövidfilm      |
| 2014 | The Film That Buys the Cinema | Igen       | Nem        | dokumentumfilm |

### Televízió
| Év        | Magyar cím                      | Eredeti cím                        | Megjegyzések                   |
| --------- | ------------------------------- | ---------------------------------- | ------------------------------ |
| 1961      |                                 | The Pursuers                       | operatőr (1 epizód)            |
| 1961      |                                 | Ghost Squad                        | operatőr (1 epizód)            |
| 1989      | Az ifjúság édes madara          | Sweet Bird of Youth                | rendező (tévéfilm)             |
| 1993–1999 | Az ifjú Indiana Jones kalandjai | The Young Indiana Jones Chronicles | rendező (2 epizód)             |
| 1993      | A sötétség mélyén               | Heart of Darkness                  | rendező (tévéfilm)             |
| 1995      | Testmasszázs                    | Full Body Massage                  | rendező (tévéfilm)             |
| 1996      | Sámson és Delila                | Samson and Delilah                 | rendező minisorozat (2 epizód) |

### Videóklipek
| Év   | Előadó       | Cím                                                | Megjegyzések |
| ---- | ------------ | -------------------------------------------------- | ------------ |
| 1984 | Roger Waters | 4:41AM (Sexual Revolution)                         | rendező      |
| 1984 | Roger Waters | 5:01AM (The Pros and Cons of Hitch Hiking, Pt. 10) | rendező      |
| 1984 | Roger Waters | 5:06AM (Every Strangers Eyes)                      | rendező      |